# Josep Sadoc Alemany i Conill
Josep Sadoc Alemany i Conill, O.P. (Vic, Osona, 3 de juliol de 1814 – València, 14 d'abril de 1888) va ser un missioner catòlic i bisbe català, el primer arquebisbe de San Francisco, Califòrnia.
Fill d'Antoni Alemany i Font i de Miquela dels Sants Conill i Saborit, als setze anys ingressà al convent dominicà de Santa Caterina de Barcelona, on feu els vots solemnes el 4 de setembre de 1831. A la catedral barcelonina fou ordenat prevere (sacerdot) l'11 de març de 1837 de mans del bisbe Pedro Martínez de San Martín.
Passà a Roma per a estudiar al Collegio di San Tommaso (l'actual Angelicum), on es llicencià en teologia el 1840. Aquell any fou rebut personalment pel papa Gregori XVI i tot seguit tramès a Amèrica amb la tasca d'evangelitzar l'oest i el sud-est dels Estats Units d'Amèrica. Es nacionalitzà estatunidenc el 15 d'abril de 1841. El 1848 fou nomenat prior de la Província Dominicana de Sant Josep Obrer, que pràcticament comprenia tot el territori nord-americà.
Aquell mateix any 1848 i a conseqüència del Tractat de Guadalupe-Hidalgo, la Califòrnia del Nord fou oficialment atorgada als Estats Units, cosa que obligà a la Santa Seu a la partició de l'antiga diòcesi de les Dues Califòrnies, fins aleshores sufragània de l'arquebisbat de Mèxic DF. El sector estatunidenc fou declarat diòcesi de Monterey i Alemany en fou nomenat el primer bisbe. Fou cridat a Roma, i allí, a l'església de Santa Maria sopra Minerva, el 30 de juny de 1850 fou consagrat bisbe de mans de Filippo Fransoni, cardenal del títol de S. Lorenzo in Lucina i prefecte de la Congregació de Propaganda Fide.
El 29 de juliol de 1853 el papa beat Pius IX creà l'arxidiòcesi de San Francisco, i Josep Alemany en fou nomenat el primer arquebisbe. Aquella arxidiòcesi abastava un territori immens: la part de l'actual estat de Califòrnia al nord de la badia de Monterey i els actuals estats de Nevada i Utah. La situació demogràfica també hi era complicada, perquè les onades migratòries de la "Febre de l'or de Califòrnia" havia provocat que sorgissin espontàniament diverses parròquies per als catòlics de diverses nacionalitats: mexicans, italians, irlandesos, alemanys, francesos… Josep Alemany hi va promoure la instal·lació de diversos ordes i congregacions religioses, entre elles la dels jesuïtes que hi fundaren la Universitat de Santa Clara, tothora existent. Ell mateix, en unió del seu company d'estudis fra Francesc Sadoc Vilarrasa i Costa, va propiciar el 1858 la creació de la Província Dominicana del Sant Nom de Jesús, que comprèn l'oest dels Estats Units. Atès que es volia captenir més directament en l'activitat missionera, havia sol·licitat diversos cops un bisbe coadjutor, que no li fou concedit fins al 1883. L'any següent, tanmateix, dimití de l'arquebisbat. El papa Lleó XIII el nomenà arquebisbe titular de Pelusium i ell retornà a Catalunya, passant a residir al convent dominicà de Vic.
Els anys 1869-1870 Josep Alemany, en qualitat d'arquebisbe de San Francisco, havia assistit al Concili Vaticà I al costat del seu successor al bisbat de Monterey, el barceloní Tadeu Amat i Brusi, C.M..
Morí sobtadament durant una estada a València, i fou sepultat a l'església de Sant Domènec de Vic. El 1965 i a petició de l'arquebisbe Joseph T. McGucken les seves despulles foren trameses a Califòrnia i dipositades en el mausoleu dels arquebisbes de San Francisco del Cementiri de la Santa Creu de la ciutat de Colma.